# Callum Elson
Callum Elson (* 31. Dezember 1998 in Leeds) ist ein britischer Leichtathlet, der sich auf Mittelstrecken- und Crossläufe spezialisiert hat.

## Sportliche Laufbahn
Callum Elson stammt aus Leeds und bestritt im Jahr 2017 seine ersten Wettkämpfe über die Mittelstreckendistanzen auf nationaler Ebene. Nach dem Schulabschluss studierte er zunächst an der University of Durham, wobei er nebenbei Fußball spielte. Erst mit dem Aufkommen der COVID-19-Pandemie, begann er sich auf das Lauftraining zu fokussieren. Die Universität schloss er mit dem Bachelor ab. Er schloss ein Masterstudium in den USA am American International College an. 2022 gewann er im Mai über 1500 Meter und über die Meilendistanz zwei Titel bei den NCAA-Titel, bevor er in seine britische Heimat zurückkehrte. Im Dezember 2022 startete Elson mit der Staffel bei den Crosslauf-Europameisterschaften in Turin, wobei er mit der britischen Staffel den fünften Platz belegte. Anfang 2023 trat er dann auch bei den Crosslauf-Weltmeisterschaften im australischen Bathurst an. Dort belegte er mit der Staffel den sechsten Platz. Anfang Juli belegte er den achten Platz über 1500 Meter bei den britischen Meisterschaften. Ende Juli stellte er in 3:35,39 min eine neue Bestzeit auf.
Anfang Oktober trat er im Meilenlauf bei den Straßenlauf-Weltmeisterschaften in Riga an. Dabei konnte er mit zwischenzeitlichem Europarekord in 3:56,41 min die Silbermedaille gewinnen. Zum Ende des Jahres trat er im Einzel bei den Crosslauf-Europameisterschaften in Brüssel an. Dort kam er auf den 59. Platz. 2024 wurde Elson im Februar britischer Hallenvizemeister im 1500-Meter-Lauf und wurde in der Folge in das Aufgebot für die Hallenweltmeisterschaften in Glasgow aufgenommen.
2023 wurde Elson britischer Meister über die Meilendistanz.

## Wichtige Wettbewerbe
| Jahr                               | Veranstaltung                      | Ort                                | Platz                              | Disziplin                          | Zeit                               |
| Startet für Vereinigtes Königreich | Startet für Vereinigtes Königreich | Startet für Vereinigtes Königreich | Startet für Vereinigtes Königreich | Startet für Vereinigtes Königreich | Startet für Vereinigtes Königreich |
| ---------------------------------- | ---------------------------------- | ---------------------------------- | ---------------------------------- | ---------------------------------- | ---------------------------------- |
| 2022                               | Crosslauf-Europameisterschaften    | Turin                              | 5.                                 | Staffel                            | 17:35 min                          |
| 2023                               | Crosslauf-Weltmeisterschaften      | Bathurst                           | 6.                                 | Staffel                            | 24:39 min                          |
| 2023                               | Straßenlauf-Weltmeisterschaften    | Riga                               | 2.                                 | Meilenlauf                         | 3:56,41 min                        |
| 2023                               | Crosslauf-Europameisterschaften    | Brüssel                            | 59.                                | Einzel                             | 32:28 min                          |

## Persönliche Bestleistungen
Freiluft
- 1500 m: 3:35,39 min, 26. Juli 2023, London

Straße
- 1 Meile: 3:56,41 min, 1. Oktober 2023, Riga

Halle
- 1500 m: 3:39,55 min, 30. Januar 2024, Ostrava
- 1 Meile: 3:53,22 min, 10. Februar 2024, Boston
- 3000 m: 8:02,54 min, 30. Januar 2022, Boston